# Кондживарам Натараджан Аннадураи
Кондживарам Натараджан Аннадураи (там. காஞ்சீவரம் நடராசன் அண்ணாதுரை или англ. Conjeevaram Natarajan Annadurai) или К. Н. Аннадураи (там. கா. ந. அண்ணாதுரை или англ. C. N. Annadurai; 15 сентября 1909, Канчипурам, Мадрасское президентство — 3 февраля 1969, Мадрас) — индийский тамильский политик, который был четвёртым и последним главным министром штата Мадрас с 1967 по 1969 год и первым главным министром штата Тамилнад (после того, как штат Мадрас был переименован в Тамилнад) в течение 20 дней до своей смерти. Он был первым членом дравидийской партии, занявшим оба эти поста. Был широко известен как Анна (там. அண்ணா или англ. Anna), Ариньяр Анна или Перариньяр Анна (там. அறிஞர் அண்ணா англ. Arignar Anna или англ. Perarignar Anna; учёный или старший брат).

## Биография

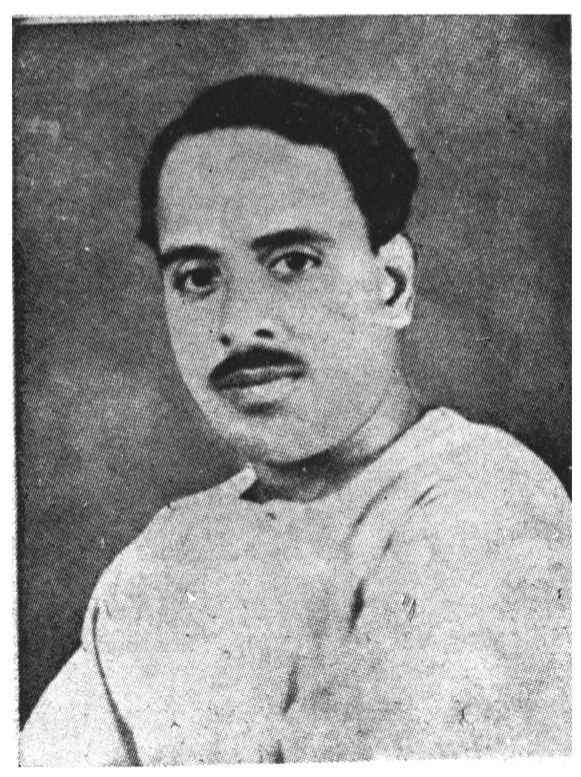
Аннадураи в молодости

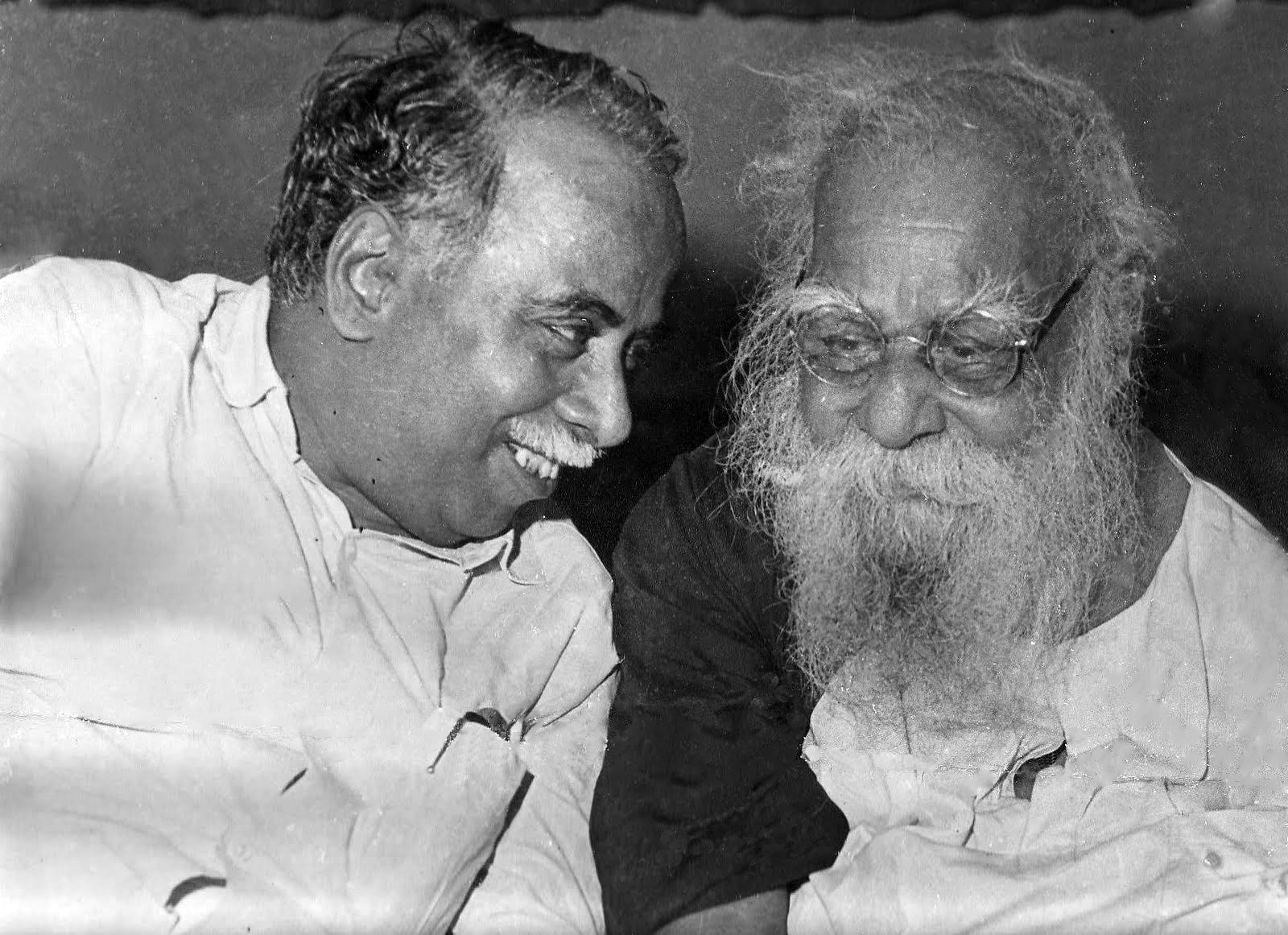
Аннадураи и П. И. В. Рамасами

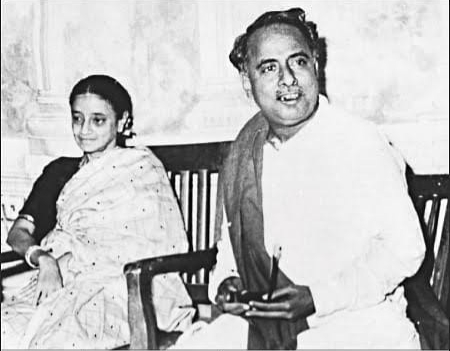
С женой Рани

Аннадураи был хорошо известен своими ораторскими способностями и как писатель, пишущий на тамильском языке. Он написал сценарии и несколько пьес. Позже некоторые его пьесы экранизированы. Аннадураи был первым дравидийским политиком, который широко использовал тамильское кино для политической пропаганды. Родившись в семье среднего класса, он сначала работал школьным учителем, затем перешёл на политическую сцену в качестве журналиста. Аннадураи редактировал несколько политических журналов. Будучи горячим последователем одного из идеологов тамильского национального движения Перияра И. В. Рамасами, он стал членом возглавляемой им партии Дравидар кажагам.
Из-за разногласий с Перияром по вопросам отдельного независимого государства Дравида Наду и союза с Индией Аннадураи со временем стал оппонентом своего наставника в политике. Трения между ними особенно обострились когда Перияр женился на девушке, который была намного моложе его. Возмущенный этим, Аннадураи со своими сторонниками покинул с Дравидар кажагам и основал в 1949 году собственную партию, Дравида муннетра кажагам (DMK). Новая партия изначально придерживалась той же идеологии, что и Дравидар кажагам. Но постепенно, с изменением национальной политики и конституции Индии после китайско-индийской войны 1962 года Аннадураи отказался от претензий на создание единого и независимого дравидийского государства. Протесты против правящей партии несколько раз приводили его в тюрьму; последний раз он оказался в тюрьме в 1965 году за агитацию против хинди как государственного языка в Мадрасе. Сама агитация помогла Аннадураю заручиться поддержкой в народе. Через два года, в 1967 году, его партия одержала убедительную победу на выборах в законодательное собрание штата. Его кабинет был самым молодым на тот момент в Индии. Аннадураи легализовал браки, основанные на принципах самоуважения, ввёл в действие политику двух языков (вместо трёхъязычной формулы в других южных штатах), ввёл субсидии на рис и переименовал штат Мадрас в Тамилнад.
В 1969 году, всего через два года после вступления в должность, Аннадураи умер от рака. Похороны политика собрали наибольшее на тот момент количество пожелавших попрощаться с покойным. Его именем названы несколько учреждений и организаций в штате. В 1972 году политик М. Г. Рамачандран, на тот момент депутат законодательного собрания штата, а позднее дважды занимавший пост главного министра, вышел из DMK и создал свою партию, названную в честь Анны, Всеиндийская федерация дравидского прогресса имени Аннадураи.

## Наследие

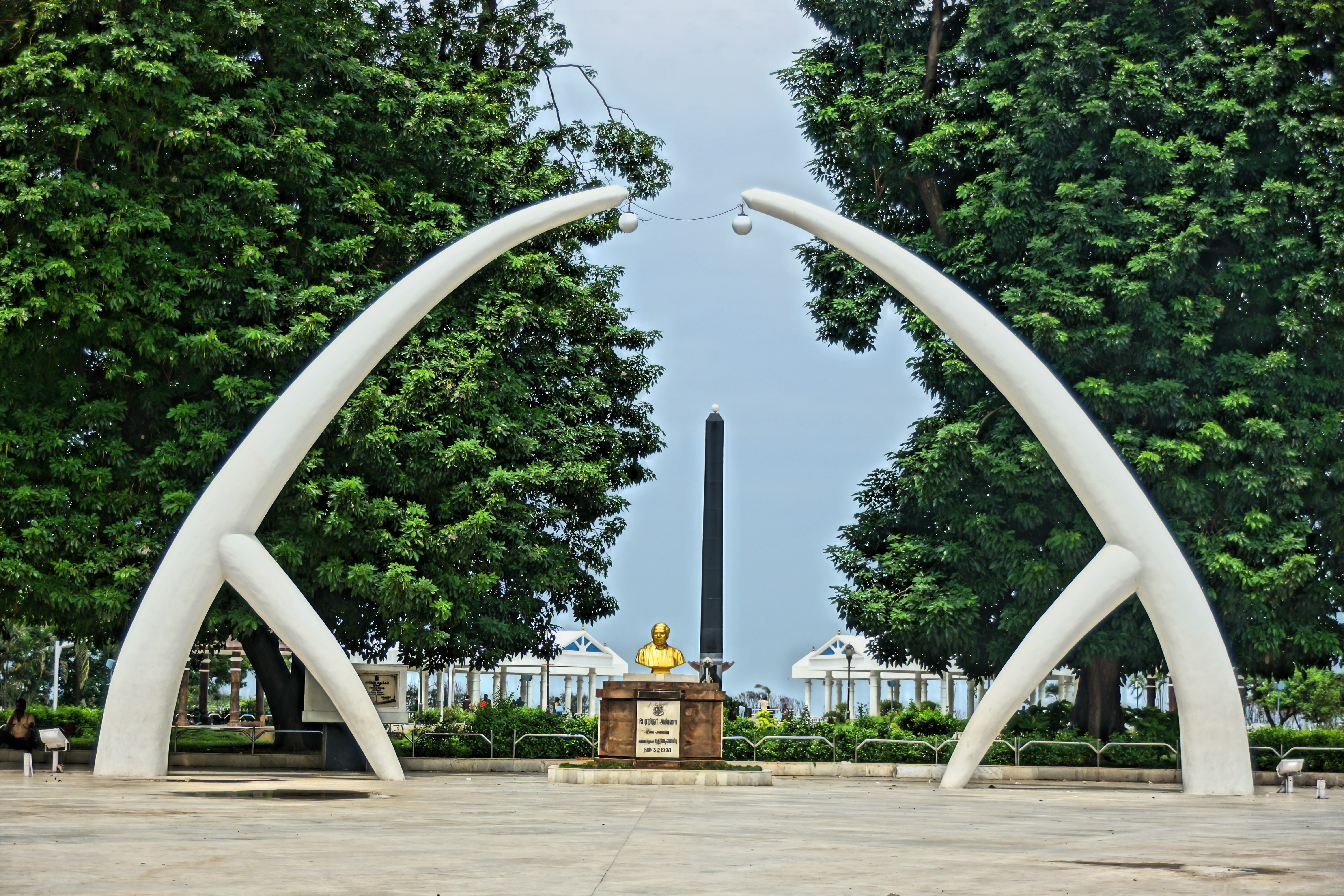
Мемориал Анны, в котором был похоронен Аннадураи

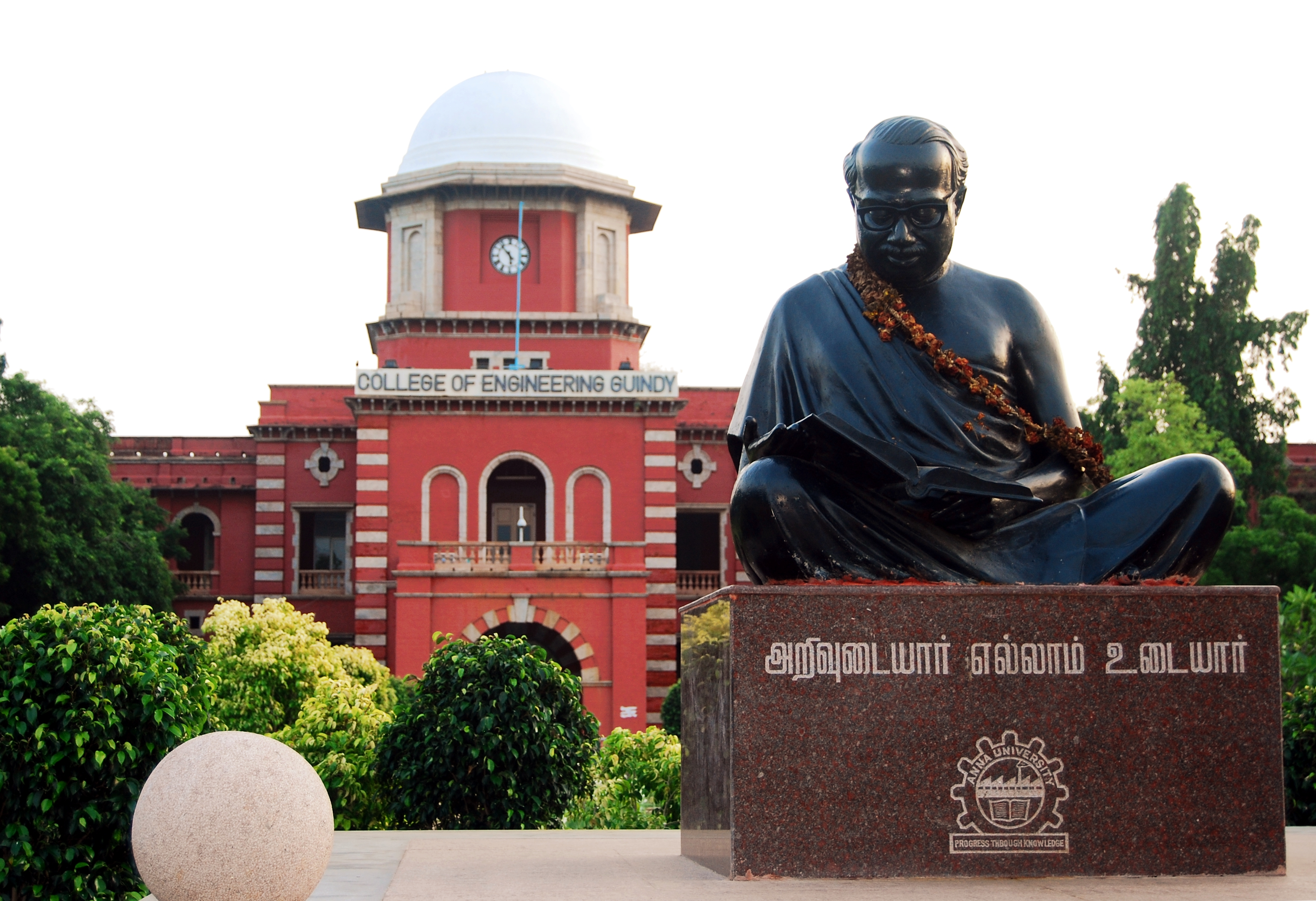
Статуя Аннадураи в Инженерном колледже Университета Анна, названном в его честь

После успеха Аннадураи на выборах 1967 года ИНК, более 30 лет правивший штатом, так и не вернулся к власти в Тамилнаде. Правительство Аннадураи было первым в стране сформированной партией, не входящей в ИНК и при этом, располагавшей абсолютным большинством. Когда позже DMK раскололся и М. Г. Рамачандран сформировал свою собственную дравидийскую партию, она была названа в честь Аннадураяя.
В честь политика также были названы жилой район в Ченнаи, университет, ведущее в Тамилнаде учреждение в области науки и технологий, нынешний головной офис DMK, построенный в 1987 году, носит его имя — Anna Arivalayam, одна из главных дорог в Ченнаи, Anna Salai — раньше она называлась Mount Road, и теперь там стоит статуя Аннадурая. Центральное правительство Индии выпустило памятную монету достоинством ₹ 5 в ознаменование столетнего юбилея Аннадурая 15 сентября 2009 года.
Журнал India Today включил Аннадураи в «100 лучших людей, которые сформировали Индию своими мыслями, действиями, искусством, культурой и духом». В 2010 году в память об Аннадурае в Ченнаи была открыта библиотека Anna Centenary Library.
1 октября 2002 года в здании парламента тогдашним президентом Индии Абдул Калам открыта статуя Аннадураи в натуральную величину.
31 июля 2020 года станция метро Alandur в Ченнаи была переименована в Arignar Anna Alandur Metro.